# Seara (Santa Catarina)
Seara is een gemeente in de Braziliaanse deelstaat Santa Catarina. De gemeente telt 22.121 inwoners (schatting 2009).

## Aangrenzende gemeenten
De gemeente grenst aan Arabutã, Arvoredo, Chapecó, Ipumirim, Itá, Paial en Xavantina.